# Gagnefs kommun
Gagnefs kommun är en kommun i Dalarnas län. Centralort är Djurås.
I kommunen flyter Öster- och Västerdalälvarna samman till Dalälven. Vid vårsmältning och höstregn har Västerdalälven ofta kraftiga översvämningar vilket gett påtagliga effekter i landskapet. Kring älven finns höjder klädd med morän och bevuxna med skog. Det lokala näringslivet domineras av små och medelstora företag, främst inom trävaruindustrin. Utpendlingen för arbeten i grannkommunerna hade ökat, störst andel till Borlänge, omkring 40 procent av kommunens förvärvsarbetande var utpendlare. 
Sedan 1980-talet har kommunens befolkning legat stabilt runt 10 000 invånare. Efter valen på 2010- och 2020-talen har kommunen styrts av växlande koalitioner. Mandatperioden 2022–2026 styrs kommunen av en blocköverskridande koalition.

## Administrativ historik
Kommunens område motsvarar Floda och Gagnefs socknar. I dessa socknar bildades vid 1862 års kommunalförordningar landskommuner med motsvarande namn. 
Kommunreformen 1952 påverkade inte indelningarna i området.
Gagnefs kommun bildades vid kommunreformen 1971 av Floda och Gagnefs landskommuner.
Kommunen ingick sedan bildandet till 1 september 2001 i Leksands tingsrätts domsaga och ingår sen dess i Falu tingsrätts domsaga.

## Geografi

### Topografi och hydrografi

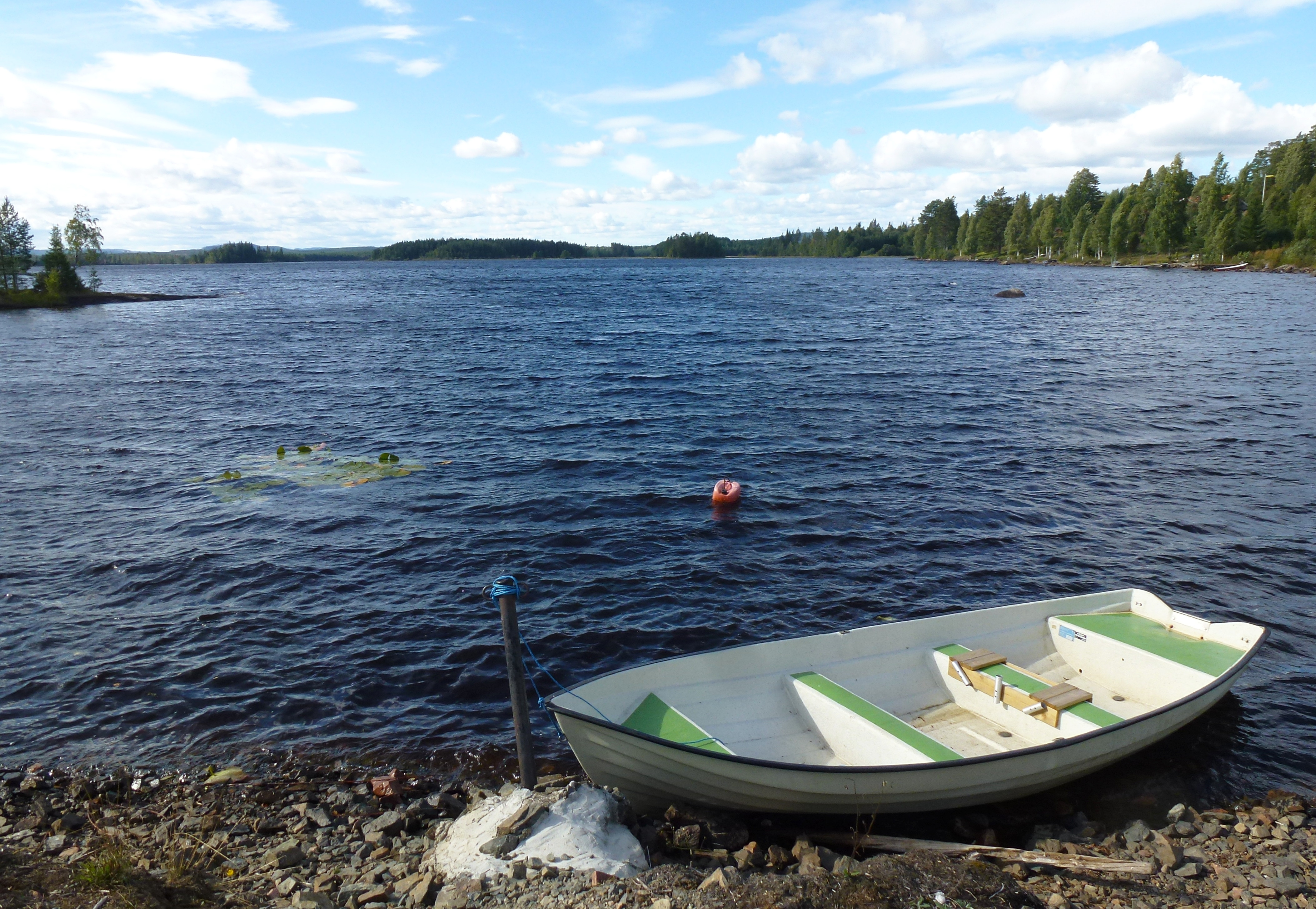
Lilla Lövsjön, vy mot norr 2013.

Öster- och Västerdalälvarna flyter i Gagnef   samman till Dalälven. I den berggrundsspricka där den föristida älven rann flyter numer Dalälven och Österdalälven. Parallellt med Österdalälven löper Badelundaåsen. Västerdalälven är mindre reglerad och söker sig fram genom en serie berggrundssprickor. Loppet går genom ett flertal forsar så som Fänforsen, Hagelängsforsen, Skålforsen och Djurforsen. Finkorniga sediment finns i älvdalarnas botten och på ett flertal platser finns delvis aktiva raviner exempelvis vid Arvslindan och Sifferbo. Vid vårsmältning och höstregn har Västerdalälven ofta kraftiga översvämningar vilket gett påtagliga effekter i landskapet. Kring älven finns höjder klädd med morän och bevuxna med skog. Dalgången Trolldalen ligger mitt framför Djurforsen med dess  sydbergsflora, rikkärr och ängsmark med flera sällsynta växter.
Nedan presenteras andelen av den totala ytan 2020 i kommunen jämfört med riket.
|  | Bebyggelse (3,9 %) |

|  | Skog (87,0 %) |

|  | Öppen myrmark (4,8 %) |

|  | Jordbruksmark (3,8 %) |

|  | Övrig mark (0,6 %) |

|  | Bebyggelse (3,1 %) |

|  | Skog (68,0 %) |

|  | Öppen myrmark (7,2 %) |

|  | Jordbruksmark (7,4 %) |

|  | Övrig mark (14,3 %) |

### Naturskydd
År 2023 fanns 29 naturreservat i Gagnefs kommun. Bland dessa det kommunala naturreservat Backmon som bildades 2002. Reservatet är 15 hektar och utgörs av gammal inägomark som tidigare var uppodlad. Ett annat exempel på naturreservat i kommunen är Karls Knös, även det ett kommunalt reservat men som också är skyddat enligt Natura 2000. Reservatet är 57 hektar och omfattar rik granskog och hällmarkstallskog. I området finns orre, järpe och tretåig hackspett.

### Administrativ indelning
Fram till 2016 var kommunen för befolkningsrapportering indelad i tre församlingar: Floda församling, Gagnefs församling och Mockfjärds församling.

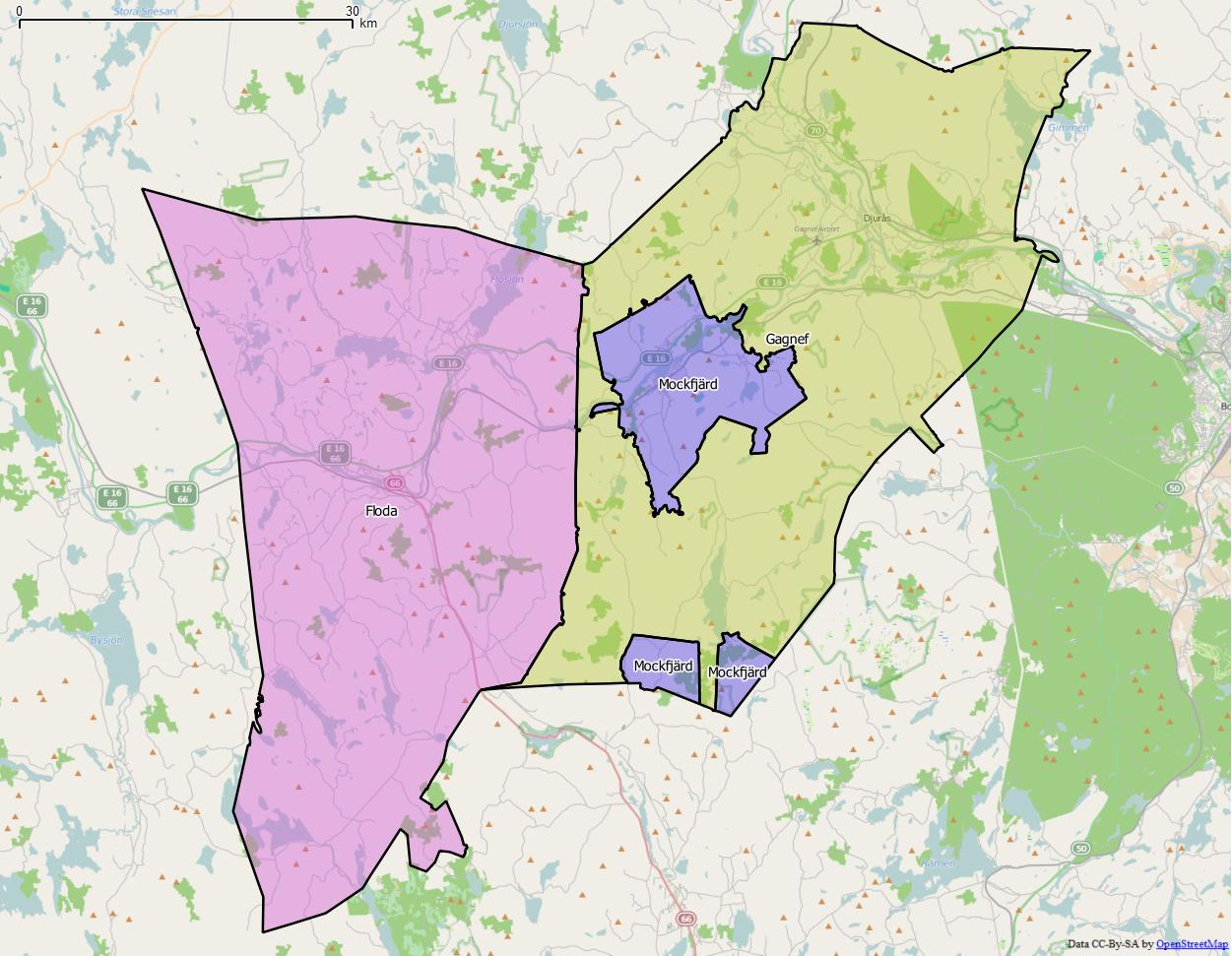
Distrikt inom Gagnefs kommun

Sedan 2016 indelas kommunen istället i tre  distrikt: Floda, Gagnef och Mockfjärd.

### Tätorter
År 2010 fanns sju tätorter i Gagnefs kommun. I  tabellen presenteras tätorterna i storleksordning per den 31 december 2015. Centralorten är i fet stil.
| Nr | Tätort    | Befolkning |
| -- | --------- | ---------- |
| 1  | Djurås    | 2 128      |
| 2  | Mockfjärd | 1 920      |
| 3  | Gagnef    | 1 199      |
| 4  | Floda     | 701        |
| 5  | Björbo    | 658        |
| 6  | Bäsna     | 655        |
| 7  | Sifferbo  | 406        |

## Styre och politik

### Styre
Mandatperioden 2010–2014 styrdes kommunen av Alliansen som samlade 20 av 35 mandat i kommunfullmäktige. Dessa efterträddes 2018 av de rödgröna i koalition med Kommunal samling. Tillsammans samlade koalitionen 19 av 35 mandat.
Efter valet 2018 utgjordes kommunens styre av en blocköverskridande koalition bestående av Centerpartiet, Socialdemokraterna och Moderaterna. Koalitionen behöll makten även efter valet 2022.

### Politik

#### Demensboendefrågan
Dokumentet Struktur för framtidens äldreomsorg, den så kallade Demensboendefrågan, är den politiska frågan som vållat den längsta politiska striden sedan Gagnefs kommun bildades. Bygget av ett nytt demensboende är också den ekonomiskt största satsningen i kommunens historia. Demensboendefrågan initierades i början av 2000-talet och har sedan 2012 varit föremål för politisk diskussion. Den har lett till bildandet av det kommunala partiet Kommunal Samling och har starkt bidragit till två majoritetsskiften i Gagnefs kommun.
Frågan handlar om hur kommunens framtida äldreomsorg ska struktureras och diskussionerna har främst kommit att handla om var i kommunen ett nytt demensboende ska placeras. I december 2017 tog kommunfullmäktige beslut om att bygga boendet i Mockfjärd. Sedan dess har diskussioner förts om huruvida kommunen ska äga boendet eller inte.

#### Gagns Inn-affären
Vid sidan av äldreomsorgsstrukturen är köpet av restaurangfastigheten Gagns Inn 2000-talets mest kontroversiella kommunpolitiska ärende i Gagnef. Affären handlar om Monteliusfastigheten i Gagnefs kyrkby som rustades upp av en privat entreprenör och bytte namn till Gagns Inn. Tanken var att driva restaurang och hotell i fastigheten, men när det inte blev lönsamt och fastigheten skulle säljas visade den sig vara svårt fuktskadat.
I juni 2013 uppmanade dåvarande kommunalrådet Sofia Jarl det kommunala fastighetsbolaget Gagnefsbostäder att köpa Gagns Inn. Hon lovade även att kommunen skulle hyra huset av bolaget. Gagnefsbostäder AB köpte då fastigheten utan att någon ingående besiktning gjorts. Senare under hösten konstaterades det i en granskning att Sofia Jarl inte haft rätt att garantera att kommunen skulle hyra fastigheten. Både kommunens revisorer och kommunstyrelsen riktade kritik mot kommunalrådets hantering av ärendet. Totalt kom köpet att kosta kommunen över 10 miljoner kronor.
Den 2 juni 2014 beslutade kommunfullmäktige i Gagnef att Sofia Jarl vägrades ansvarsfrihet för 2013. Det genomfördes även en omröstning om hon skulle få sitta kvar som kommunalråd, där hon klarade sig med röstsiffrorna 17–14.

### Kommunfullmäktige

#### Presidium
| Presidium 2022–2026    | Presidium 2022–2026 | Presidium 2022–2026 |
| ---------------------- | ------------------- | ------------------- |
| Ordförande             | S                   | Alf Johansson       |
| Förste vice ordförande | C                   | Ola Hebert          |
| Andre vice ordförande  | KD                  | Daniel Caesar       |

#### Mandatfördelning 1970–2022
|  | 19 | 5 | 15 |  |

| 38 |

|  | 17 | 3 | 17 | 2 |  |

| 35 | 6 |

|  | 18 | 15 | 4 |  | 2 |

| 33 | 8 |

|  | 18 | 14 | 3 |  | 4 |

| 31 | 10 |

|  | 19 | 12 | 2 |  | 6 |

| 29 | 12 |

|  | 18 | 12 | 4 |  | 5 |

| 32 | 9 |

|  | 15 | 2 | 2 | 13 | 3 | 2 | 3 |

| 29 | 12 |

|  | 14 | 2 | 14 | 2 | 3 | 5 |

| 27 | 14 |

| 2 | 17 | 3 | 11 | 2 | 2 | 4 |

| 26 | 15 |

| 3 | 14 | 3 | 12 | 2 | 3 | 4 |

| 27 | 14 |

| 2 | 14 | 12 | 2 | 2 | 3 |

| 22 | 13 |

| 12 |  | 15 |  | 2 | 4 |

| 21 | 14 |

| 12 | 2 |  | 12 |  | 2 | 5 |

| 18 | 17 |

|  | 9 | 2 | 3 | 7 | 7 |  |  | 4 |

| 22 | 13 |

|  | 8 |  | 2 | 5 | 9 |  | 4 | 4 |

| 21 |  | 12 |

| 2 | 7 |  | 4 | 3 | 7 |  | 6 | 4 |

| 23 |  | 10 |

### Nämnder

#### Kommunstyrelse
Kommunstyrelsen i Gagnefs kommun utgörs av 11 ledamöter. Till stöd för sitt arbete har kommunstyrelsen delat in dig i två utskott: Allmänna utskottet och Personalutskottet.
| Presidium 2022–2026    | Presidium 2022–2026 | Presidium 2022–2026      |
| ---------------------- | ------------------- | ------------------------ |
| Ordförande             | C                   | Fredrik Jarl             |
| Förste vice ordförande | S                   | Eva-Lotta Törnblom Nises |
| Andre vice ordförande  | KD                  | Anders Bengtsson         |

#### Lista över kommunstyrelsens ordförande
| Namn | Namn         | Från | Till | Politisk tillhörighet |
| ---- | ------------ | ---- | ---- | --------------------- |
|      | Sofia Jarl   | 2010 | 2014 | Centerpartiet         |
|      | Iréne Homman | 2014 | 2018 | Socialdemokraterna    |
|      | Fredrik Jarl | 2018 |      | Centerpartiet         |

#### Lista över oppositionsråd
| Namn | Namn             | Från | Till | Politisk tillhörighet |
| ---- | ---------------- | ---- | ---- | --------------------- |
|      | Iréne Homman     | 2013 | 2014 | Socialdemokraterna    |
|      | Sofia Jarl       | 2014 | 2016 | Centerpartiet         |
|      | Fredrik Jarl     | 2016 | 2018 | Centerpartiet         |
|      | Anders Bengtsson | 2018 |      | Kristdemokraterna     |

#### Övriga nämnder
| Nämnd                        | Ordförande | Ordförande               | Vice ordförande | Vice ordförande          |
| ---------------------------- | ---------- | ------------------------ | --------------- | ------------------------ |
| Barn- och utbildningsnämnden | M          | Jan Wiklund              | C               | Johan Eriksson           |
| Krisledningsnämnden          | C          | Fredrik Jarl             | S               | Eva-Lotta Törnblom Nises |
| Kultur- och fritidsnämnden   | S          | Peter Törnblom           | C               | Anette Kotilainen        |
| Miljö- och byggnadsnämnden   | C          | Ola Hebert               | S               | Ingegerd Hägg            |
| Socialnämnden                | S          | Eva-Lotta Törnblom Nises | C               | Birgitta Floresjö        |
| Valnämnden                   | C          | Birgitta Floresjö        | S               | Christina Walles         |

Källa:

## Ekonomi och infrastruktur

### Näringsliv
Det lokala näringslivet domineras av små och medelstora företag, främst inom trävaruindustrin. Bland de större företagen inom denna sektor återfanns i början av 2020-talet sågverket Moelven Dalaträ AB och dörrtillverkaren Dooria AB. Bland företag inom annan tillverkningsindustri hittades 3M Svenska AB (svetshjälmar, andningsskydd och hörselskydd) och Åkerströms Björbo AB (industriell radiostyrning). Utpendlingen för arbeten i grannkommunerna hade ökat, störst andel till Borlänge, omkring 40 procent av kommunens förvärvsarbetande var utpendlare.

### Infrastruktur

#### Transporter
Kommunen genomkorsas av riksväg 70 och  europaväg E16. Även länsväg 247 går genom kommunen. Genom området går järnvägen (Stockholm–)Borlänge–Mora.

#### Utbildning
År 1903 grundade Ottilia Adelborg Gagnefs knyppelskola med syftet att "bevara traditionen och ge kvinnor möjligheter till inkomster". Undervisningen pågick till 1919 och fram till 1924 förmedlade skolan spetsar till återförsäljare, bland dessa Svensk Hemslöjd i Stockholm.

## Befolkning

### Demografi

#### Befolkningsutveckling
Kommunen har 10 384 invånare (31 december 2024), vilket placerar den på 209:e plats avseende folkmängd bland Sveriges kommuner.
| Befolkningsutvecklingen i Gagnefs kommun 1970–2020                                                              | Befolkningsutvecklingen i Gagnefs kommun 1970–2020 | Befolkningsutvecklingen i Gagnefs kommun 1970–2020 | Befolkningsutvecklingen i Gagnefs kommun 1970–2020 | Befolkningsutvecklingen i Gagnefs kommun 1970–2020 |
| --- | -------------------------------------------------- | -------------------------------------------------- | -------------------------------------------------- | -------------------------------------------------- |
| |                                                    |                                                    |                                                    |                                                    |
| År |                                                    |                                                    | Folkmängd                                          |                                                    |
| 1970 | 1970                                               |                                                    | 8 190                                              |                                                    |
| 1975 | 1975                                               |                                                    | 9 122                                              |                                                    |
| 1980 | 1980                                               |                                                    | 9 842                                              |                                                    |
| 1985 | 1985                                               |                                                    | 9 877                                              |                                                    |
| 1990 | 1990                                               |                                                    | 10 453                                             |                                                    |
| 1995 | 1995                                               |                                                    | 10 487                                             |                                                    |
| 2000 | 2000                                               |                                                    | 10 075                                             |                                                    |
| 2005 | 2005                                               |                                                    | 10 131                                             |                                                    |
| 2010 | 2010                                               |                                                    | 10 097                                             |                                                    |
| 2015 | 2015                                               |                                                    | 10 079                                             |                                                    |
| 2020 | 2020                                               |                                                    | 10 378                                             |                                                    |
| Anm: Uppgifterna avser förhållandena den 31 december enligt den kommunala indelningen den 1 januari året efter. |                                                    |                                                    |                                                    |                                                    |

### Språk
Vid sidan av rikssvenska talas flera dialekter i kommunen. De huvudsakliga dialekterna är floda- och mockfjärdsmålen tillhörande de nedre västerdalsmålen och gagnsmålet tillhörande nedansiljansmålen. Dessa kan indelas i olika bydialekter. Dessutom talas en rad olika invandrarspråk.
Under 1600-talet började Floda finnmark befolkas av skogsfinnar, vilka talade finska dialekter. Även Gagnefs socken hade ett par finnbosättningar, bland annat Finntorpet och Stockgropen. Numera talas inte finskan av skogsfinnarnas ättlingar, men det finns en betydande Sverigefinsk minoritet i kommunen som är finskspråkig. Dessa är framför allt personer som kom hit från Finland som arbetskraftsinvandrare på 1970-talet och deras familjer. Många av dessa är læstadianer. I den tidigare skolan i Bodarna är Dalarnas Fridsförening verksam.
Historiskt har det även funnits resandefolk, kalderash-romer och samer i kommunen.

## Kultur

### Konstarter

### Kulturarv
I stort sett alla Gagnefs fäbodar finnas att beskåda längs Gagnefs fäbodstigar, som totalt består av cirka 40 mil av gamla fäbod- och kulturstigar. En av dessa är Bastberget, en fäbod som ligger cirka 15 km söder om Mockfjärd, nära gränsen till Grangärde socken (Ludvika kommun). Bastberget är en av ytterst få fäbodar i Sverige som haft fäboddrift utan avbrott i över 400 år. Området utgör idag ett riksintresse för kulturmiljövården.
Ett annat kulturarv är Lövsjö bruk vars verksamhet inleddes sedan brukspatron A.F. Rosenberg på Klosters bruk köpt Löfsjö bruk och 1806 fått privilegier för hyttdrift. Tillsammans med Kopparbergs Bergslag anlade han vid Gräsån en masugn av sten och mulltimmer, en rostugn, en kvarn, en såg och ett tröskverk. Bruket var i drift från 1805 till 1895. Den 25 september 1895 nedblåstes masugnen och 1913 revs den, bara fundamentet finns kvar. Rostugnen fick stå kvar och påminner idag om den tidigare verksamheten. Hyttområdet med dammar och varphögen är ett fornminne med RAÄ-nummer Floda 159.

### Kommunvapen
Blasonering: I rött fält ett av vågskuror bildat gaffelkors av guld.
Bilden avser sammanflödet mellan Väster- och Österdalälven vid Älvmötet i Djurås. Vapnet fastställdes 1946. Vid sammanläggningen hade även Floda ett vapen, men det fick vika för Gagnefs, som registrerades hos PRV 1974. Flodas vapen föreställer tre blåklockor.

Floda landskommun (1947–1970)